# Erskine Caldwell
Erskine Preston Caldwell (17. prosince 1903, Moreland, Georgie – 11. dubna 1987, Paradise Valley, Arizona) byl americký spisovatel a novinář. V letech 1929 až 1984 vydal 26 románů, 16 sbírek povídek, 15 knih literatury faktu, dvě knihy pro děti a sbírku poezie. Náměty čerpal nejčastěji z prostředí amerického jihu, popisoval jeho chudobu i rasové problémy. Mezi nejznámější patří romány  Boží políčko a Tabáková cesta, zařazená odborníky mezi 100 nejvýznamnějších anglických románů dvacátého století.  

## Život
Caldwell se narodil 17. prosince 1903 v malém městečku White Oak v okrese Coweta ve státě Georgia. Přesná data o jeho narození nejsou známá. Jako místo narození se uvádí rovněž Moreland. Byl jediným dítětem presbytariánského kazatele  Iry Sylvestra Caldwella a učitelky Caroline Preston Caldwellové, rozené Bellové. Otec byl často překládán z místa na místo a rodina cestovala s ním, takže Erskine do svých patnácti žil v Georgii, na Floridě, v Karolíně, ve Virginii a v Tennessee. Poznal přitom dobře zejména jižanské státy a mentalitu jejich obyvatel. 
V mládí vystřídal mnoho zaměstnání,  univerzitní studia nedokončil. Na univerzitě ve Virginii se také seznámil se svou budoucí manželkou Helen Lanniganovou. Vzali se v roce 1925 a během manželství se narodily tři děti.  V roce 1938 se rozvedli.
Caldwell se roku 1926 usadil v Maine s cílem stát se profesionálním spisovatelem. S manželkou vedli knihkupectví, aby uživili rodinu. Nejprve zkoušel  poezii, od ní přešel ke stručným povídkám  Bastard a Ubohý blázen. Pokusil se prorazit v časopisech, jeho první text se jmenoval The Georgia Cracker (1926) a pojednával – prozatím esejistickým způsobem – o tématech, která se později objevovala i v jeho prózách: politická demagogie, rasové předsudky, fanatické náboženství, kulturní sterilita a maloměšťáctví. 
První oceňovaná povídková kniha mu vyšla roku 1931 pod názvem American Earth.
Jeho první úspěšný román se jmenoval Tabáková cesta. Vyšel roku 1932. Pojednává o osudech rodiny farmářského dělníka Lestera za velké hospodářské krize 30. let. Ukazuje, jak bída ničí v lidech lidskost. Knihu zdramatizoval roku 1934 Jack Kirkland a její uvedení na Broadwayi přineslo Caldwellovi slávu a finanční zabezpečení. Hrála se nepřetržitě sedm sezón. V roce 1941 byl podle románu  natočen stejnojmenný film. 

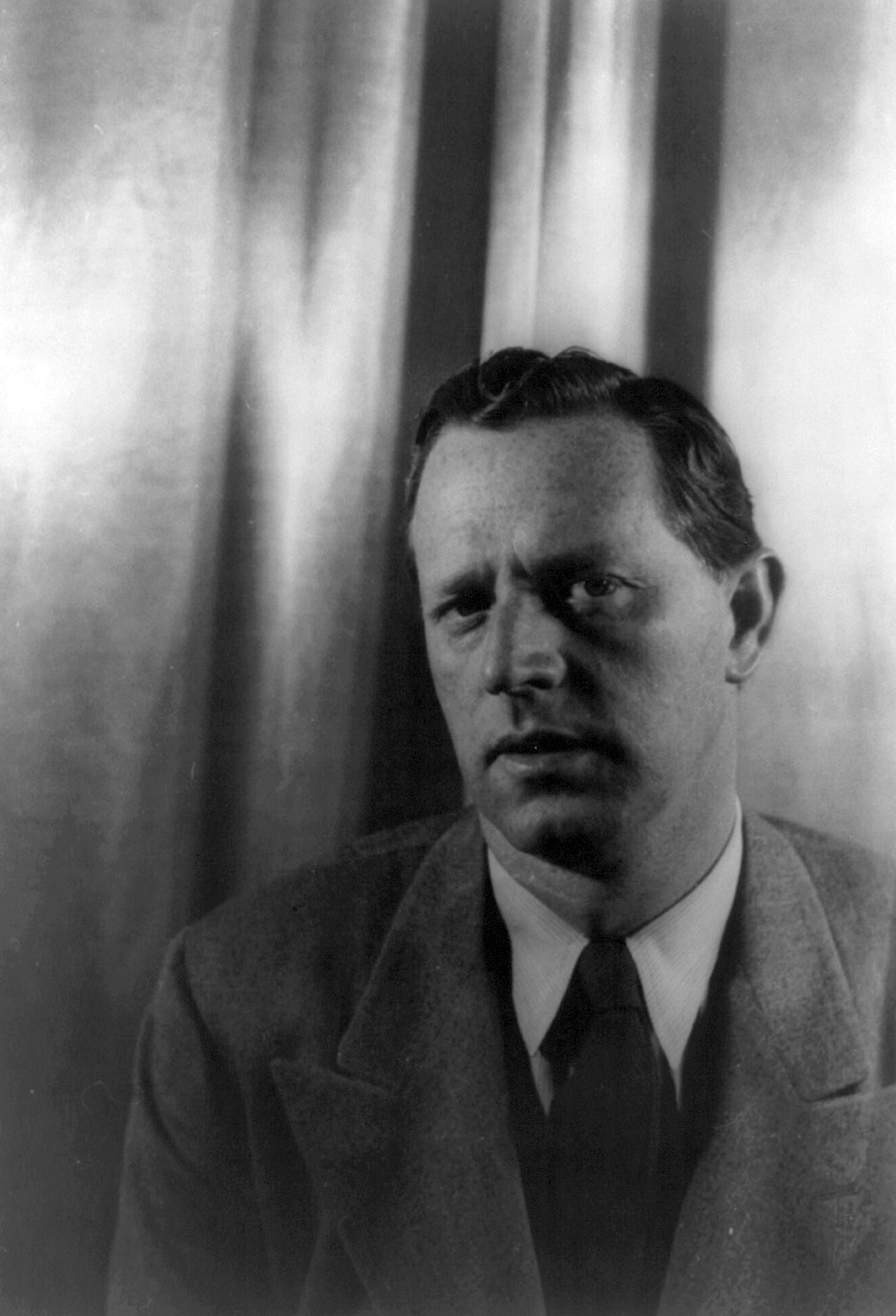
Erskine Caldwell (1938)

O rok později přišel Caldwell s dalším románem: Boží políčko.  Stal se jednou z nejprodávanějších knih všech dob. V Americe se prodalo přes 14 milionů výtisků a byla přeložena do více než čtyřiceti jazyků. Znovu se věnuje tématu chudoby a farmářského života na jihu Spojených států. Ve svých románech se nevyhýbal sexuálním tématům a ve třicátých letech jeho prózy byly často terčem cenzury pro údajnou obscénnost. Zvláště na svém rodném Jihu byl vnímán jako kontroverzní autor. Někteří označovali jeho romány za  pornografii, jiní ho oslavovali jako sociálního filozofa a reformátora.
Na náboženský fanatismus zaútočil v románu Výpomocný kazatel (1935). Poté se zaměřil na problém rasismu, a to zejména v knihách Trápení v červenci (1940), která pojednává o rasovém lynči a Chlapec z Georgie (1943), jež vypraví příběh malého černošského chlapce, který se živí jako sluha.
Ve 30. letech začal pracovat též jako novinář. Po rozvodu se Caldwell oženil s fotografkou Margaret Bourke-White a spolupracoval s ní na třech fotodokumentech.  Jako reportér projel mnoho zemí, včetně Československa, jemuž věnoval sbírku reportáží Na sever od Dunaje, kterou vydal roku 1939. Za 2. světové války byl válečným zpravodajem v Sovětském svazu. Reportáže z této doby jsou shrnuty v knihách Cestou na Smolensk (1942) a Moskva pod palbou (1942). Spojeným státům (především jejich jihu) jsou věnovány sbírky reportáží Viděli jste jejich tváře (1937) a Jsou snad tohle Spojené státy? (1941). Měly často sociálně-kritický tón. V roce 1942 se rozvedl  a vzal si mladou studentku June Jonsonovou. Během manželství, které trvalo 12 let, se jim narodil syn Jay.
Po válce jeho kreativita uhasla, působil v Hollywoodu jako scenárista. Paradoxně právě v této době však na svém literárním díle zbohatl. Jeho knihy vycházely v milionových nákladech. Příčinou byla tzv. paperbacková revoluce, kdy se knihy, dříve velmi drahé a vždy vázané, staly levným spotřebním zbožím. Právě Caldwellovy texty patřily v 50. letech k nejpopulárnějším paperbackům. Nicméně elitářské literární kruhy "pokles k paperbackům" dlouho považovaly za prohřešek a tato strategie také ztížila reflexi Caldwellova díla v akademických kruzích. To však neplatilo v Evropě, Caldwell byl mimořádně ceněn ve Francii a také v Sovětském svazu. 
Žil  v Connecticutu a v Arizoně. V roce 1957 se oženil s Virginií Moffettovou Fletcherovou, která  ilustrovala jeho knihu a spolu se usadili v Twin Peaks v San Franciscu. V roce 1977 se přestěhovali do Paradise Valley v Arizoně, kde také 11. dubna 1987 zemřel na rakovinu plic. Je pohřben v blízkosti své rodiny v  Scenic Hills Memorial Park  v Ashlandu, Oregon.

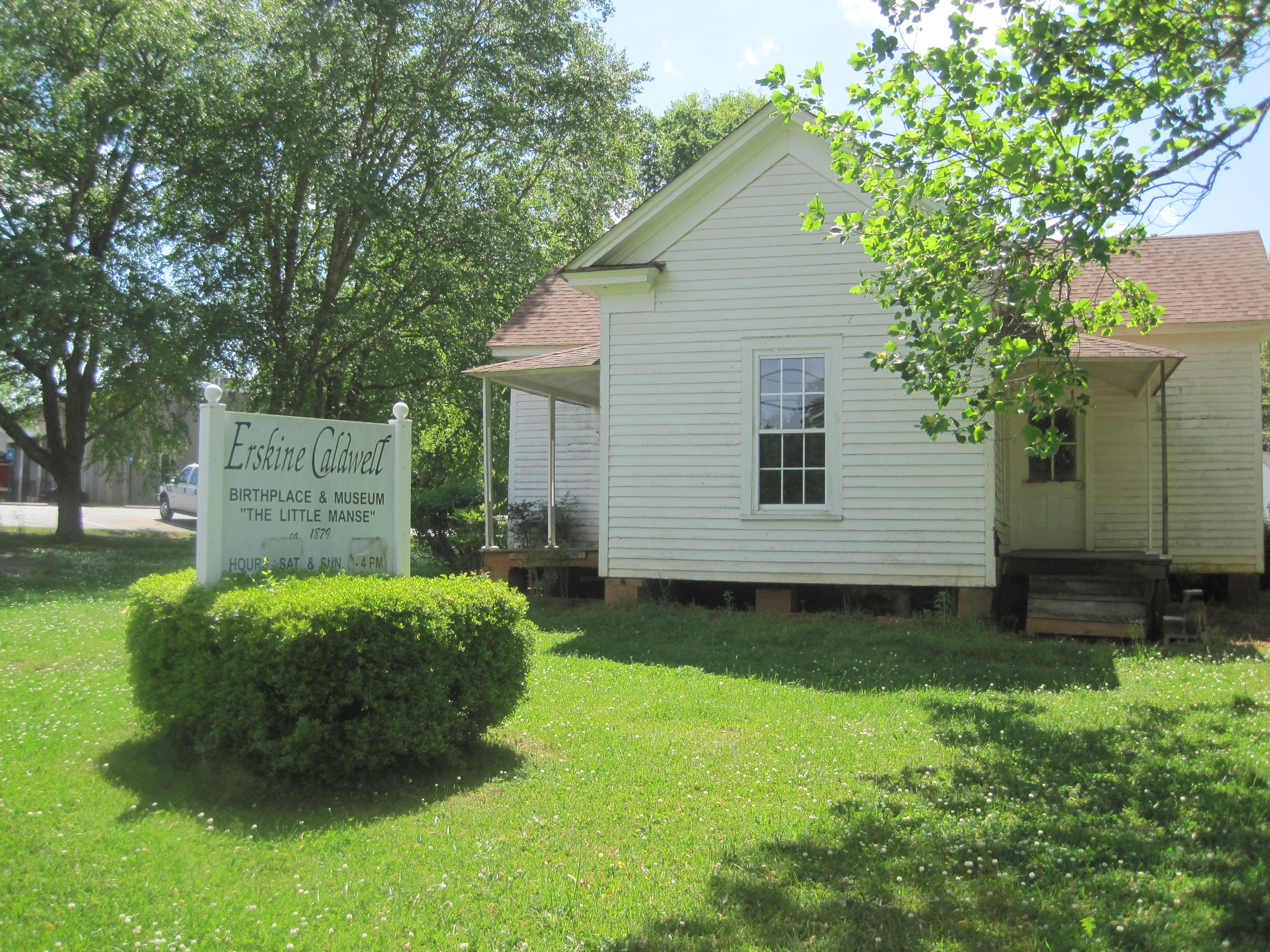
muzeum Erskina Caldwella v Morelandu

Z jeho pozdního díla byly ceněny zejména reportáže. V knize In Search of Bisco (1965) ukazuje, jak postupuje na americkém jihu (s obtížemi) integrace černochů, v knize Deep South (1968) se vrací k tématu evangelikálního fanatismu a ukazuje, jak bílí jižanští Američané užívají náboženství jako obranu proti všemu novému a pokrokovému.  Mezi poslední Caldwellovy knihy patří reedice jeho sbírky sedmdesáti pěti příběhů pod názvem  Jackpot (1980)  a autobiografický Rok života (A Year of Living). Měsíc před smrtí byla v Atlantě vydána autobiografie s názvem With All My Might. 
V roce 1984 byl zvolen mezi padesát členů Americké akademie umění a literatury. V roce 2000 byl Caldwell uveden jako zakládající člen do síně slávy spisovatelů Georgie. 
V roce 1990 byl  Caldwellův  rodný dům přestěhován z White Oak do  Morelandu a bylo  v něm  zřízeno muzeum.

## Česká vydání
- Tabáková cesta (Tobacco Road) 1946, Rudolf Škeřík
- Tam na jihu (Southways) 1946, Družstvo Dílo přátel umění a knihy
- Boží políčko (God's Little Acre) 1948,  Družstvo Dílo přátel umění a knihy
- Dlouhá noc (All Night Long) 1948, Průlom (Pavel Prokop)
- Městečko Estherville (Place Called Estherville) 1958, Svobodné slovo - Melantrich
- V sobotu odpoledne (výbor povídek) 1958, SNKLHU - Státní nakladatelství krásné literatury, hudby a umění
- Tabáková cesta / Boží políčko / Trápení v červenci (Tobacco Road / God’s Little Acre / Trouble in July) 1966, Odeon
- Tragický kus země (Tragic Ground) 1967, Svoboda
- Střecha nad hlavou (The Weather Shelter) 1969, 1980, Melantrich